# Lake Hotoananga
Der Lake Hotoananga ist ein See in der Region Waikato auf der Nordinsel von Neuseeland.

## Weiterer Name
Der See ist auch unter dem Namen Munitions Lake bekannt, was auf die alten Munitionslager zurückzuführen ist, die sich westlich des Sees auf dem angrenzenden Land befinden. Es wird angenommen, dass bis Mitte der 1980er Jahre alte Munition in den See gekippt wurde.

## Geographie
Der rund 19 Hektar große und bis zu 3,5 m tiefe Lake Hotoananga befindet sich in einer landwirtschaftlich genutzten Gegend, rund 3,0 km ostnordöstlich des Stadtzentrums von Ngāruawāhia und rund 8 km nordnordwestlich von der nördlichen Stadtgrenze von Hamilton entfernt. Rund 550 m südwestlich liegt der Lake Pikopiko und rund 1,34 km in gleicher Richtung der Lake Areare. Das Gewässer misst bei einem Umfang von rund 1,45 km rund 480 m in Nord-Süd-Richtung und rund 300 m in Ost-West-Richtung.
Der See verfügt über keine erkennbaren Zu- oder Abflüsse.